# قائمة زملاء الجمعية الملكية المنتخبين في 1937
هذه الصفحة تعرض قائمة زملاء الجمعية الملكية المُنتخبين لعام 1937.None

## الزملاء
- David Pye (engineer) [الإنجليزية]‏
- Herbert Leader Hawkins [الإنجليزية]‏
- ادموند كليفتون ستونر
- George Roger Clemo [الإنجليزية]‏
- Percival Hartley [الإنجليزية]‏
- Sydney Goldstein [الإنجليزية]‏
- William Hume-Rothery [الإنجليزية]‏
- هارولد مونرو فوكس

## الأعضاء الأجانب
- أوتو مايرهوف
- هنري نوريس راسيل